# Пласі-Монтегю
Пласі́-Монтегю́, Пласі-Монтеґю (фр. Placy-Montaigu) — колишній муніципалітет у Франції, у регіоні Нормандія, департамент Манш. Населення — 219 осіб (2011).
Муніципалітет був розташований на відстані близько 240 км на захід від Парижа, 45 км на південний захід від Кана, 17 км на південний схід від Сен-Ло.

## Історія
До 2015 року муніципалітет перебував у складі регіону Нижня Нормандія. Від 1 січня 2016 року належав до нового об'єднаного регіону Нормандія.
1 січня 2017 року Пласі-Монтегю і Сент-Аман було об'єднано в новий муніципалітет Сент-Аман-Віллаж.

## Демографія
Динаміка населення (INSEE ):
Розподіл населення за віком та статтю (2006):
| Стать | Всього | До 15 років | 15-24 | 25-44 | 45-64 | 65-85 | Понад 85 |
| --- | ------ | ----------- | ----- | ----- | ----- | ----- | -------- |
| Чоловіки | 92     | 20          | 0     | 16    | 32    | 20    | 4        |
| Жінки | 104    | 12          | 16    | 12    | 28    | 36    | 0        |
| \| Статево-вікова піраміда \| Статево-вікова піраміда \| Статево-вікова піраміда \| \| ----------------------- \| ----------------------- \| ----------------------- \| \| Чоловіки \| Вік \| Жінки \| \| 4 \| 85 + \| 0 \| \| 0 \| 80-84 \| 4 \| \| 4 \| 75-79 \| 8 \| \| 8 \| 70-74 \| 8 \| \| 8 \| 65-69 \| 16 \| \| 0 \| 60-64 \| 0 \| \| 8 \| 55-59 \| 4 \| \| 12 \| 50-54 \| 4 \| \| 12 \| 45-49 \| 20 \| \| 16 \| 40-44 \| 0 \| \| 0 \| 35-39 \| 8 \| \| 0 \| 30-34 \| 4 \| \| 0 \| 25-29 \| 0 \| \| 0 \| 20-24 \| 4 \| \| 0 \| 15-20 \| 12 \| \| 16 \| 10-14 \| 4 \| \| 0 \| 5-9 \| 4 \| \| 4 \| 0-4 \| 4 \| |        |             |       |       |       |       |          |
| Статево-вікова піраміда |        |             |       |       |       |       |          |
| Чоловіки | Вік    | Жінки       |       |       |       |       |          |
| 4 | 85 +   | 0           |       |       |       |       |          |
| 0 | 80-84  | 4           |       |       |       |       |          |
| 4 | 75-79  | 8           |       |       |       |       |          |
| 8 | 70-74  | 8           |       |       |       |       |          |
| 8 | 65-69  | 16          |       |       |       |       |          |
| 0 | 60-64  | 0           |       |       |       |       |          |
| 8 | 55-59  | 4           |       |       |       |       |          |
| 12 | 50-54  | 4           |       |       |       |       |          |
| 12 | 45-49  | 20          |       |       |       |       |          |
| 16 | 40-44  | 0           |       |       |       |       |          |
| 0 | 35-39  | 8           |       |       |       |       |          |
| 0 | 30-34  | 4           |       |       |       |       |          |
| 0 | 25-29  | 0           |       |       |       |       |          |
| 0 | 20-24  | 4           |       |       |       |       |          |
| 0 | 15-20  | 12          |       |       |       |       |          |
| 16 | 10-14  | 4           |       |       |       |       |          |
| 0 | 5-9    | 4           |       |       |       |       |          |
| 4 | 0-4    | 4           |       |       |       |       |          |

## Економіка
2010 року серед 137 осіб працездатного віку (15—64 років) 97 були активними, 40 — неактивними (показник активності 70,8%, у 1999 році було 68,6%). З 97 активних мешканців працювали 92 особи (54 чоловіки та 38 жінок), безробітними було 5 (2 чоловіки та 3 жінки). Серед 40 неактивних 5 осіб було учнями чи студентами, 26 — пенсіонерами, 9 були неактивними з інших причин.

У 2010 році в муніципалітеті числилось 95 оподаткованих домогосподарств, у яких проживали 213,5 особи, медіана доходів виносила 16 599 євро на одного особоспоживача